# Friedrich Müller (jurista)
Friedrich Müller (Eggenfelden, Baviera, 22 de janeiro de 1938) é um jurista alemão que leciona Direito constitucional, Filosofia do direito e Teoria geral do direito na Universidade de Heidelberg. Desenvolve pesquisas em teoria e linguagem do Direito. Além disso, publica poemas sob o pseudônimo de Fedja Müller.

## Biografia do autor
Impulsionado pelas rápidas mudanças europeias do pós-gerra o ainda jovem professor Müller dedicou-se ao Direito constitucional por ser este o berço de todo o direito de uma nação. Acompanhou as profundas mudanças sofridas pela Alemanha enquanto acadêmico, mudanças políticas, filosóficas e ideológicas que até hoje estão presentes naquele modelo político.
Em sua fase positivista do desenvolvimento jurídico, deparou-se com problemas não apenas de estrutura legislativa, mas sobretudo com questões relativas à hermenêutica jurídica (interpretação da lei), à aplicação do Direito e limites das correntes filosóficas atuais.
Profundo conhecedor do Brasil, é considerado na atualidade como um estudioso exemplar do modelo legislativo e judiciário brasileiro e para isso Müller superou com inegável sucesso os limites do positivismo e do nacionalismo jurídico, desenvolvendo o método interpretativo chamado Metódica Estruturante do Direito.
Friedrich Müller considera que o texto de um preceito jurídico positivo é apenas a parte descoberta do iceberg normativo, que, após interpretado, revela o respectivo programa normativo. Ou seja, o texto da lei, por si só, corresponde apenas a uma parte da norma, sendo a outra parte encontrada a partir da interpretação do enunciado normativo.
Voltando-se para a Filosofia do Direito, este filósofo contemporâneo tem feito grandes contribuições à Literatura Jurídica Internacional, sobretudo na área do Constitucionalismo e do Direito Constitucional.
No Brasil, suas contribuições não se limitaram a textos ou doutrinas, mas concretizaram-se com a emenda constitucional nº 45, que reformou o Poder Judiciário.
Desde 1989, Müller é um pesquisador independente e jornalista científico. Ele realiza atividades de ensino e pesquisa internacionais, especialmente na África do Sul e Brasil. Desde 1998, é professor visitante no Departamento de Direito Público, Universidade de Stellenbosch (Província de Western Cape), desde 2000 Research Fellow ibidem, desde 2002 professor visitante na pós-graduação da Universidade de Fortaleza (UNIFOR), Ceará, Brasil e de 2003 a 2006 consultor independente do governo federal em Brasília, durante o mandato do então presidente Luiz Inácio Lula da Silva; como tal, ele elaborou um projecto de reforma do sistema judicial no Brasil.